# Jack Northrop
Pour les articles homonymes, voir Northrop (homonymie).
John Knudsen Northrop, dit Jack Northrop, né le 10 novembre 1895 à Newark (New Jersey) et mort le 18 février 1981, est un constructeur aéronautique américain.
Il fonda trois compagnies portant le nom de Northrop. Son nom reste associé aux plus grands avions américains, dont les fameuses ailes volantes qui donnèrent naissance au B-2.

## Début dans l'aviation
Jack Northrop fit ses débuts dans l'industrie aéronautique, alors naissante : recruté à vingt ans par les frères Allan et Malcolm Loughead (dont le nom allait bientôt être ré-orthographié Lockheed) en 1916, pour dresser les plans d'un prototype d'hydravion, il fit bénéficier ses employeurs de ses connaissances en résistance des matériaux. Northrop participa ainsi à la conception du F-1, un hydravion de 10 places et le S-1 Sport. Pendant la Grande Guerre ses employeurs demandent son retour lorsqu'il est mobilisé, et après six mois aux transmissions cette demande est acceptée . 
Après la faillite de l'entreprise en 1921, il se mit à travailler pour l'atelier de son père, puis, en 1923, il entra à la Douglas Corporation, où il mit au point les réservoirs des Douglas World Cruiser, (qui fut le premier appareil à effectuer le tour du monde en 1924). C'est à ce moment qu'il rencontra Ed Heinemann. Il resta avec Douglas jusqu'en 1927.
Après son départ de la Douglas Corp., il s'associe à Allan Loughead, Kenneth Jay et Fred S. Keeler pour créer la Lockheed Aircraft Company à Hollywood en janvier 1927. Il dessina et conçut le Lockheed Vega, un appareil monoplan et fuselage monocoque. Ce fut un succès commercial.
Quelque temps plus tard, il quitta Lockheed et créa Avon Corporation. Mais vite à court d'argent sa compagnie fut absorbé par la United Aircraft and Transport Corporation (UATC). Il prit donc la tête de la Northrop Corporation, nouvelle division d'UATC. Il conçut un appareil monomoteur, entièrement en métal disposant d'un cockpit ouvert mais d'une cabine entièrement fermée, l'Alpha. TWA fut le premier client de l'Alpha. Malgré ce succès — 20 exemplaires vendus — Northrop rencontra quelques difficultés financières. Le 1er décembre 1931, l'UATC décida de regrouper Northrop et Stearman Aircraft et relocalisa cette nouvelle division à Wichita, au Kansas. Jack Northrop décida de ne pas suivre et quitta Northrop Corporation.
Il se rapprocha de nouveau de Douglas et créa Northrop Corporation, dans laquelle Douglas prit 51 % des parts. En septembre 1938, Douglas racheta les 49 % restants arguant le fait que Northrop perdait de l'argent et ferma la Northrop Corporation. Jack Northrop donna sa démission le 1er janvier 1938.

## Nouvel essor
En octobre 1939, il forma la Northrop Aircraft, Inc. et s'établit à Hawthorne, près de Los Angeles. La guerre sauva la Northrop Aircraft, Inc., grâce à un premier contrat de sous-traitant avec Consolidated : un contrat de 20 millions de dollars pour la fabrication de sous-ensembles de PBY. Il développa le N-3, un hydravion patrouilleur et bombardier, qui fut vendu à la Norvège. il obtint un autre contrat pour coproduire le Vengeance, un bombardier en piqué destiné au Royaume-Uni, et enfin un contrat de 700 P-61 Black Widow, un des premiers chasseurs de nuit avec un radar embarqué, conçu dès l'origine pour ce rôle.
Grâce à ces contrats, Jack Northrop obtint son autonomie financière et lança l'étude, sur ses fonds propres, de la première aile volante baptisée N-1M. Comme il progressa dans l'étude du N-1M, Northrop consulta les études de l'ingénieur Dr Theodore von Kaman au California Institute of Technology. Northrop, avec son chef ingénieur Walter J. Cerny, conduisit plusieurs tests d'ailes volantes en soufflerie qui démontrèrent la viabilité de cette technologie.

## L'envol des ailes volantes
Le N-1M conduit au projet bombardier XB-35.
En janvier 1941, l'US Army Air Force, commença à considérer le rôle important des bombardiers intercontinentaux. Après avoir reçu plusieurs projets, l'Armée sélectionna Northrop et Consolidated Aircraft. Le premier prototype du XB-35 vola en décembre 1942, mais les problèmes de vol dus aux dimensions de l'appareil en situation réelle de vol retardèrent le projet jusqu'en 1946.
Dans le même temps et malgré ces problèmes, l'Armée passa un premier contrat de 13 autres XB-35. Le premier appareil de présérie ne vola qu'en mai 1948.
À ce moment-là, l'aviation rentra dans l'ère du jet. Les onze YB-35, à moteur à piston, furent modifiés pour recevoir des réacteurs et prirent la désignation YB-49.
Malgré cette modification les performances de l'YB-49 restèrent médiocres. De plus un YB-49 s'écrasa lors d'un test, tuant tous les membres d'équipage, dont le capitaine Glenn Edwards, qui donna son nom à la base aérienne d'Edwards.
Le 11 janvier 1949, L'US Air Force annula le projet. Tous les appareils furent détruits. Les raisons de cet abandon créèrent une polémique : officiellement le projet fut abandonné vu les coûts de développement (88 millions de dollars), mais officieusement d'autres motifs circulèrent :
1. Le YB-49 ne pouvait pas rivaliser avec le B-36 de Consolidated-Vultee d'un design plus traditionnel et équipé de six moteurs à pistons et quatre réacteurs.
2. Le contrat aurait été annulé pour pénaliser Northrop, car celui-ci refusa la fusion de sa compagnie avec celle de Consolidated-Vultee. Dans une interview en 1979, Jack Northrop affirma que le projet des Ailes Volantes fut annulé car il refusa la proposition de Stuart Symington alors secrétaire du gouvernement responsable de l'USAAF de fusionner avec Convair. Il est à noter que M. Stuart Symington devient président de Convair juste après avoir quitté sa place au gouvernement[Note 1].

Quelques fussent les vraies raisons, le concept des ailes volantes resta en sommeil plus de quarante ans, jusqu'à l'apparition du B-2 de la société Northrop-Grumman, qui représente désormais une des plus grandes réalisations en matière d'aéronautique militaire.